# Oggetti di reato
Oggetti di reato (Body of Evidence) è un romanzo della scrittrice statunitense Patricia Cornwell pubblicato nel 1991.

## Trama
La scrittrice Beryl Madison viene trovata brutalmente assassinata in casa sua. Scavando nella sua vita, Kay Scarpetta e l'agente Marino puntano i loro sospetti sulle persone che gravitavano intorno al suo mondo di scrittrice. In particolare, sembra rivestire particolare importanza un manoscritto smarrito, contenente scottanti rivelazioni sulla vita privata della Madison. Successivamente, un altro famoso scrittore di Richmond viene ucciso. Ma la soluzione dell'enigma alla fine si troverà in un autolavaggio e in una casa di cura per malattie mentali dove molti anni prima...